# Lijst van streken in België
Dit is een lijst van streken in België. Tussen haakjes staan de provincies van België toegevoegd en eventueel andere landen.

## A
- Ardennen (Henegouwen, Luik, Luxemburg, Namen, Frankrijk en Ghd. Luxemburg)

## B
- Bachten de Kupe (West-Vlaanderen)
- Belgisch-Lotharingen (Luxemburg)
- Belgische Eifel (Luik)
- Belgische Kust (West-Vlaanderen)
- Belgische Middenkust (West-Vlaanderen)
- Belgische Oostkust (West-Vlaanderen)
- Belgische Westkust (West-Vlaanderen)
- Borinage (Henegouwen)
- Brabantse Ardennen (Vlaams-Brabant, Waals-Brabant)
- Brabantse Kouters (Vlaams-Brabant)
- Brusselse Rand (Vlaams-Brabant)

## C
- Caléstienne (Henegouwen, Luik, Luxemburg, Namen en Frankrijk)
- Condroz (Henegouwen, Luik, Luxemburg en Namen)
- Condruzische Ardennen (Luik en Namen)

## D
- Denderstreek (Oost-Vlaanderen)
- Dijleland (Vlaams-Brabant)
- Druivenstreek (Vlaams-Brabant)
- Durmevallei (Oost-Vlaanderen)

## F
- Fagne (Henegouwen, Namen en Frankrijk)
- Famenne (Luxemburg en Namen)

## G
- Gaume (Luxemburg)
- Groene Gordel (Vlaams-Brabant)

## H
- Hageland (Vlaams-Brabant)
- Haspengouw (Limburg, Luik, Vlaams-Brabant en Waals-Brabant)
- Hoge Ardennen (Luik, Luxemburg en Ghd. Luxemburg)
- Hoge Venen (Luik en Duitsland)
- Houtland (West-Vlaanderen)

## K
- Kempen (Antwerpen, Limburg, Vlaams-Brabant en Nederland)
- Kempens Bekken (Limburg)
- Kempens Plateau (Limburg)
- Klein-Brabant (Antwerpen)

## L
- Lage Ardennen (Henegouwen, Luxemburg, Namen en Frankrijk)
- Land van Aalst (Oost-Vlaanderen)
- Land van Aarlen (Luxemburg)
- Land van Eupen (Luik)
- Land van Herve (Luik)
- Leiedal (Henegouwen, West-Vlaanderen en Frankrijk)
- Leiestreek (Oost-Vlaanderen en West-Vlaanderen)

## M
- Maasland (Limburg en Nederland)
- Marlagne (Henegouwen, Luik en Namen)
- Meetjesland (Oost-Vlaanderen)
- Midden-West-Vlaamse Heuvelrug (West-Vlaanderen)

## N
- Noorderkempen (Antwerpen)

## O
- Oostelijke Mijnstreek (Limburg)
- Oostkantons (Luik)

## P
- Pajottenland (Vlaams-Brabant)
- Plateau van Wijnendale (West-Vlaanderen)
- Platdietse streek (Luik)
- De Polders (West-Vlaanderen)

## R
- Rivierenland (Antwerpen)
- Rupelstreek (Antwerpen)

## S
- Scheldeland (Antwerpen en Oost-Vlaanderen)

## T
- Thiérache (Henegouwen, Namen en Frankrijk)
- Thudinië (Henegouwen)

## V
- Veurne-Ambacht (West-Vlaanderen)
- Vijvergebied Midden-Limburg (Limburg)
- Vlaamse Ardennen (Oost-Vlaanderen)
- Vlaamse Rand (Vlaams-Brabant)
- Vlaamse Ruit (Antwerpen, Oost-Vlaanderen, Vlaams-Brabant)
- Voerstreek (Limburg)
- Voorkempen (Antwerpen)

## W
- Waasland (Antwerpen en Oost-Vlaanderen)
- West-Vlaams Heuvelland (West-Vlaanderen)
- Westhoek (West-Vlaanderen en Frankrijk)

## Z
- Zennevallei (Vlaams-Brabant)
- Zuid-Limburg (Limburg)
- Zandig Vlaanderen
- Zandlemig Vlaanderen